# Christoph Marthaler
Christoph Marthaler (Erlenbach, 17 oktober 1951) is een Zwitsers musicus en theater- en operaregisseur.

## Biografische schets
Christoph Marthaler studeerde muziek (onder andere hobo en blokfluit) in Zürich en Parijs. In laatstgenoemde stad kreeg hij tevens zijn opleiding tot regisseur bij de Franse acteur-regisseur-pedagoog Jacques Lecoq. In de jaren 1970 werkte hij als theatermusicus in het Neumarkttheater in Zürich, waar hij verschillende muziektheaterstukken maakte. Van 1988 tot 1993 was hij verbonden aan het Theater Basel (onder leiding van Frank Baumbauer). Pas in 1991 regisseerde hij zijn eerste toneelstuk, in nauwe samenwerking met decor- en kostuumontwerpster Anna Viebrock. De grote doorbraak kwam in 1993 met zijn regie van Murx den Europäer! Murx ihn! Murx ihn! Murx ihn ab! bij de Volksbühne in Berlijn, de eerste Marthaler voorstelling die werd uitgenodigd voor het prestigieuze Berliner Theatertreffen. De combinatie van troosteloze types en prachtige muziek in deze voorstelling zou in veel later werk van Marthaler terugkomen.
Vanaf 1993 werkte Marthaler regelmatig voor de Berlijnse Volksbühne, evenals voor het Hamburgse Deutsches Schauspielhaus. Sinds 1994 regisseerde Marthaler ook diverse opera's, onder andere in Frankfurt am Main, Salzburg, Bayreuth en Parijs. Van 2000 tot 2004 was hij artistiek directeur van het Schauspielhaus Zürich, waar hij samenwerkte met dramaturg Stefanie Carp. In 2005 regisseerde hij Tristan und Isolde van Richard Wagner bij de Bayreuther Festspiele. In 2010 was hij artiste associé van het Festival van Avignon.
In België is Marthaler onder andere bekend van de enscenering van A King, Riding, een scenisch oratorium van Klaas de Vries op teksten van Virginia Woolf en Fernando Pessoa, waarvan de première plaatsvond in de Koninklijke Muntschouwburg van Brussel in 1996. In 2004 regisseerde Marthaler een coproductie van NTGent (dat toen tijdelijk Publiekstheater heette) en ZT Hollandia: het stuk Seemannslieder, losjes gebaseerd op Op hoop van zegen van Herman Heijermans. In 2007 regisseerde Marthaler het stuk Maeterlinck, naar de Gentse schrijver Maurice Maeterlinck, een coproductie van NTGent en Toneelgroep Amsterdam, dat na Gent en Amsterdam ook in Parijs te zien was.
In Nederland was Marthaler voornamelijk te zien in de Amsterdamse Stadsschouwburg, naast de genoemde coproducties met NTGent onder andere met het Deutsches Schauspielhaus uit Hamburg (Hochzeit van Elias Canetti in 1995 en Der Entertainer van John Osborne in 2016) en met de Volksbühne uit Berlijn (Glaube Liebe Hoffnung van Ödön von Horvath in 2014).
In 1993, 1995, 1996, 1997, 2001, 2003, 2004, 2005, 2007, 2008 en 2009 werden voorstellingen van Marthaler uitgenodigd voor het Berliner Theatertreffen, waarvan viermaal met twee voorstellingen, een bijzonder grote eer. In 1994 en 1997 werd hij door het toonaangevende theaterblad Theater Heute uitgeroepen tot regisseur van het jaar. In 1997 werd hij lid van de Akademie der Künste in Berlijn. In 2004 ontving hij de Theaterpreis Berlin en een jaar later de Duitse Nestroy-Theaterpreis voor beste regie. In 2011 ontving hij de Hans Reinhartring, het hoogste eerbewijs voor een theatermaker in Zwitserland. In 2015 ontving hij de oeuvreprijs voor theater van de Biënnale van Venetië.
Christoph Marthaler is gehuwd met actrice Sasha Rau. In 2008 kreeg het paar een tweeling.

## Belangrijke ensceneringen

### 1980-89
- 1980: Indeed. Ein Interieur, Rote Fabrik, Zürcher Theater Spetakel, Zürich
- 1983: Blanc et immobile, Erik Satie, Zürich
- 1985: Vexations, Erik Satie, Minimal Festival Zürich
- 1985: Große Worte Hymne, Zürich
- 1988: Ribble Bobble Pimlico, Kurt Schwitters, Schauspielhaus Zurich
- 1988: Ankunft Badischer Bahnhof, van Barbara Mundel, Theater Basel, Bazel
- 1989: Wenn das Alpenhorn sich rötet, Theater Basel

### 1990-99
- 1990: Stägli uff, Stägli ab, juchhee!, Theater Basel
- 1991: Die Affäre Rue de Lourcine, van Eugène Labiche, Theater Basel
- 1992: Amora, Schlotterbeckgarage, Basel
- 1992: Faust. Eine subjektive Tragödie, naar Fernando Pessoa, Theater Basel (ook te zien in Zürich en Hamburg)
- 1992: Ein Stück Monolog en Immer noch nicht mehr, van Samuel Beckett, Theater Basel
- 1993: Murx den Europäer! Murx ihn! Murx ihn! Murx ihn ab!, Volksbühne, Berlijn (Berliner Theatertreffen)
- 1993: Prohelvetia, Theater Basel
- 1993: Faust, Wurzel aus 1+2, naar Goethe, Deutsches Schauspielhaus, Hamburg (Berliner Theatertreffen)
- 1994: Pelléas et Mélisande, opera van Claude Debussy, Opera van Frankfurt, Frankfurt am Main
- 1994: Sturm vor Shakespeare, Volksbühne, Berlijn
- 1994: Sucht/Lust, Deutsches Schauspielhaus, Hamburg
- 1994: Der Eindringling – Ein Jubiläumskonzert in zwei Aufzügen, van Karl Valentin en Maurice Maeterlinck, Volksbühne, Berlijn
- 1995: Die Stunde Null oder Die Kunst des Servierens, Deutsches Schauspielhaus, Hamburg (Berliner Theatertreffen)
- 1995: Die Hochzeit, van Elias Canetti, Deutsches Schauspielhaus, Hamburg (tevens in Amsterdam)
- 1996: Pierrot Lunaire, van Arnold Schönberg en Olivier Messiaen, Salzburger Festspiele
- 1996: Kasimir et Karoline d'Ödön von Horváth, Deutsches Schauspielhaus, Hamburg (Berliner Theatertreffen)
- 1996: Lina Boeglis Reise, Volksbühne, Berlijn (Berliner Theatertreffen)
- 1996: Straße der Besten. Ein Rundgang, Volksbühne, Berlijn
- 1996: Luisa Miller, opera van Giuseppe Verdi, Opera van Frankfurt
- 1996: A King, Riding, scenisch oratorium van Klaas de Vries op teksten van Virginia Woolf en Fernando Pessoa, Koninklijke Muntschouwburg, Brussel
- 1996: Kassandra, van Christa Wolf, Michael Jarrell, Christoph Marthaler en Anne Bennent, Festival van Luzern, Luzern
- 1997: The Unanswered Question, van Christoph Marthaler en Jürg Henneberger, Theater Basel (Berliner Theatertreffen)
- 1997: Drie Zusters, van Anton Tsjechov, Volksbühne, Berlijn
- 1997: Fidelio, opera van Ludwig van Beethoven, Opera van Frankfurt
- 1998: Arsen und Spitzenhäubchen, van Joseph Kesselring, Deutsches Schauspielhaus, Hamburg
- 1998: La Vie parisienne, opera van Jacques Offenbach, Volksbühne, Berlijn
- 1998: Katja Kabanova, opera van Leoš Janáček, Salzburger Festspiele
- 1999: Die Spezialisten, ein Gedenktraining für Führungskräfte, van Stefanie Carp en Christoph Marthaler, Deutsches Schauspielhaus, Hamburg, en Opéra national du Rhin, Straatsburg
- 1999: Zur schönen Aussicht, van Ödön von Horváth, Salzburger Festspiele

### 2000-09
- 2000: 20th Century Blues en L'Adieu, van Rainald Goetz, Theater Basel
- 2000: Hotel Angst, Schauspielhaus Zürich
- 2000: Was ihr wollt, van William Shakespeare, Schauspielhaus Zürich (Berliner Theatertreffen)
- 2001: Die schöne Müllerin, van Franz Schubert, Schauspielhaus Zürich (Berliner Theatertreffen)
- 2001: Le nozze di Figaro, opera van Wolfgang Amadeus Mozart, Salzburger Festspiele
- 2001: Die zehn Gebote, naar Raffaele Viviani, Volksbühne, Berlijn
- 2002: Synchron, van Thomas Hürlimann, Schauspielhaus Zürich
- 2002: In den Alpen, van Elfriede Jelinek, Schauspielhaus Zürich
- 2003: Groundings, eine Hoffnungsvariante, van Stefanie Carp, Christoph Marthaler en Anna Viebrock, Schauspielhaus Zürich (Berliner Theatertreffen)
- 2003: Dantons Tod, van Georg Büchner, Schauspielhaus Zürich (Berliner Theatertreffen)
- 2003: Lieber nicht, naar Bartleby van Herman Melville, Volksbühne, Berlijn
- 2003: Goldene Zeiten, van Christoph Marthaler naar Ovidius, Schauspielhaus Zürich
- 2003: Invocation, opera van Beat Furrer, Opernhaus Zürich
- 2004: O. T., eine Ersatzpassion, Schauspielhaus Zürich (Berliner Theatertreffen)
- 2004: Seemannslieder, naar Herman Heijermans, Publiekstheater en ZT Hollandia, Gent (ook elders in Vlaanderen en Nederland)
- 2005: Schutz vor der Zukunft, Wiener Festwochen, Wenen (Berliner Theatertreffen)
- 2005: Tristan und Isolde, opera van Richard Wagner, Bayreuther Festspiele
- 2006: Winch Only, van Christoph Marthaler en Hugo Claus naar Claudio Monteverdi, Kunstenfestivaldesarts, Brussel, en Théâtre national de Chaillot, Parijs
- 2006: Geschichten aus dem Wienerwald, van Ödön von Horváth, Volksbühne, Berlijn
- 2007: Platz Mangel, Rote Fabrik, Zürich (Berliner Theatertreffen)
- 2007: La Traviata, opera van Giuseppe Verdi, Opéra Garnier
- 2007: Maeterlinck, naar Maurice Maeterlinck, coproductie NTGent en Toneelgroep Amsterdam
- 2008: Das Theater mit dem Waldhaus, Hotel Waldhaus Sils-Maria, Sils im Engadin/Segl (Berliner Theatertreffen)
- 2008: Wozzeck, opera van Alban Berg, Opéra Bastille, Parijs
- 2009: Riesenbutzbach, eine Dauerkolonie, van Stefanie Carp, Wiener Festwochen, Festival van Avignon (Berliner Theatertreffen)

### 2010-16
- 2010: Meine faire dame – ein Sprachlabor, Theater Basel
- 2010: Papperlapapp, van Christoph Marthaler en Anna Viebrock, Festival van Avignon
- 2010: Schutz vor der Zukunft, Festival van Avignon
- 2011: Katja Kabanova, opera van Leoš Janáček, Opéra Garnier, Parijs
- 2011: De zaak Makropoulos, opera van Leoš Janáček, Salzburger Festspiele
- 2011: + - 0 Ein subpolares Basislager, Katuaq, Nuuk, Groenland (ook op de Wiener Festwochen en in Théâtre de la Ville, Parijs)
- 2012: Sale, van Christoph Marthaler, Anna Viebrock, Laurence Cummings en Malte Ubenauf, Opernhaus Zürich
- 2012: Glaube Liebe Hoffnung, van Ödön von Horváth en Lukas Kristi, Volksbühne Berlijn/Wiener Festwochen (in 2014 in Amsterdam)
- 2013: King Size, Festival van Avignon (in 2015 in Rotterdam)
- 2013: Letzte Tage. Ein Vorabend, van Christoph Marthaler en Uli Fussenegger, Wiener Festwochen en Théâtre de la Ville, Parijs
- 2013: Das Weisse vom Ei, van Eugène Labiche, Christoph Marthaler, Anna Viebrock, Malte Ubenauf en acteurs, Theater Basel en Théâtre Vidy-Lausanne
- 2013: Oh it's like home, van Sasha Rau, Schauspiel Köln, Keulen
- 2014: Heimweh & Verbrechen, van Christoph Marthaler, Anna Viebrock en Malte Ubenauf, Deutsches Schauspielhaus, Hamburg
- 2014: Les contes d'Hoffmann, opera van Jacques Offenbach, Teatro Real, Madrid
- 2014: Tessa Blomstedt gibt nicht auf, van Christoph Marthaler, Anna Viebrock en Malte Ubenauf, Volksbühne, Berlijn
- 2015: Der Entertainer, van John Osborne, Deutsches Schauspielhaus, Hamburg (in 2016 in Amsterdam)